# Abaházi Katalin
Abaházi Katalin (Budapest, 1953. február 27. –) textiltervező iparművész.
A Képző- és Iparművészeti Szakközépiskolában érettségizett 1971-ben, még ugyanebben az évben felvették a Magyar Iparművészeti Főiskola textil tanszékére, ahol 1976-ban diplomázott cipőtervező művészként. Mesterei Szilvitzky Margit, Jankovics Zsuzsanna voltak. Tanulmányait ugyanitt folytatva elvégezte a Továbbképző Intézet kétéves posztgraduális kurzusát. 1976–77-ben a Magyar Divat Intézet cipő- és bőripari formatervezője. 1977–1987 között a Képző- és Iparművészeti Szakközépiskola tanára, 1981-től a Bőrszak vezetője. 1988–90 között Kozma Lajos Iparművészeti ösztöndíjas. 1988-ban Finnországban, a Kuopioi Iparművészeti Főiskola bőr-szőrme posztgraduális kurzusának vendégtanára. 1993–2005 között a Magyar Iparművészeti Egyetem textil tanszékének egyetemi adjunktusa (bőr szakirány).
A Képző- és Iparművészeti Lektorátus hivatalos szakértője.
Opponensként, lektorként, zsűrorként diploma védéseken, ösztöndíjas beszámolókon, kiállítási zsűrizéseken, szakmai kiadványok, tankönyvek bírálójaként rendszeresen tevékenykedik.
2009 óta a Magyar Képző- és Iparművészek Szövetsége, Textil szakosztályának, vezetőségi tagja, a Bőr szekció képviselője.

## Egyéni kiállításai
- 1984. Encsi Művelődési Központ, Encs
- 1984. Lágymányosi Galéria, Budapest
- 1987. Budavári Galéria, Budapest
- 1988. Balatonfüredi Galéria, Balatonfüred
- 1989. Helsinki Magyar Intézetben, Finnország, Helsinki
- 2003. Kuopioi Design Akadémia, Finnország, Kuopio
- 2003. Helsinki Magyar Kulturális és Tudományos Központ Galériája, Finnország, Helsinki

## Válogatott csoportos kiállítások
- 1987 Jabloncei Nemzetközi Ékszerbiennálé, Jablonec, Csehszlovákia
- 1988 Párizsi Magyar Intézet, Párizs, Franciaország
- 1990 Divat és Látvány, Ernst Múzeum, Budapest
- 1991 Divat és Látvány, Magyar Kultúra Háza, Berlin, Németország
- 1991 Handwerksmesse, München, Németország
- 1992 Divat és Látvány, Collegium Hungaricum, Bécs, Ausztria
- 1992 Magyar Intézet, Prága, Csehország
- 1992 Medium:Paper, Szépművészeti Múzeum, Budapest
- 1992 Érték-Papír Vigadó Galéria, Budapest
- 1993 Karácsony, Budapest Galéria, Szabadsajtó úti kiállítóterem, Budapest
- 1994 Textivál'94, Margitszigeti Víztorony Galéria, Budapest
- 1995 Belvárosi Művészek Tárlata, Csontváry Galéria, Budapest
- 1995 Magyar Papírművészeti Társaság kiállítása, Péter-Pál Galéria, Szentendre
- 1997 Jeles Napok, Vízivárosi Galéria, Budapest
- 2001 Dialogue 2, Malmitalo, Helsinki, Finnország
- 2003 Átjáró, I. Textilművészeti Triennálé, Szombathelyi Képtár, Szombathely
- 2004 Dialogue 3, Péter-Pál Galéria, Szentendre
- 2007 Országos Bőrműves Kiállítás, Magyar Nemzeti Galéria, Budapest
- 2008 Craft & Design, Iparművészeti Múzeum, Budapest